# ナショナリズム
- ナショナリズム
- 国家主義
- 国粋主義
- 民族主義

ナショナリズム（英: nationalism）とは、国家という統一、独立した共同体を一般的には自己の所属する民族のもと形成する政治思想や運動を指す用語。日本語では内容や解釈により国家主義、国民主義、国粋主義、国益主義、民族主義などとも訳されている。パトリオティズムとは区別される。

## 用語
「ナショナリズム」の用語の元となった「ネイション」（英語: nation）の語源はラテン語の "nātĭō" で「生まれ」の意味を持ち、人々、親族、部族、階級、群衆などの意味を持つようになった。
ナショナリズムの一義的な定義は困難であるが、アーネスト・ゲルナーは「政治的な単位と文化的あるいは民族的な単位を一致させようとする思想や運動」と定義した。この定義は完全ではないが議論の出発点としてある程度のコンセンサスを得ている。
スタンフォード哲学百科事典は「ナショナリズムとの用語は通常は2つの事象を記述するために使用されている。(1)ネイションの構成員が、彼らのナショナル・アイデンティティを気にかけている際の様子 (2)ネイションの構成員が、自己決定の達成または持続を求めている行動」と定義した。
丸山眞男は「ナショナリズムとは、ネーションの統一、独立、発展を志向し、推し進めるイデオロギーおよび運動」と定義した。
なお「民族主義」や「国家主義」等の、対応する日本語訳については、その性質上、海外研究者の研究において言及されることはまずない。

## 概要
ナショナリズムには二つの大きな作用があり、文化が共有されると考えられる範囲まで政治的共同体の版図を拡大しようとする作用と、政治的共同体の掌握する領域内に存在する複数の文化を支配的な文化に同化しようとする作用がそれである。前者は19世紀の国民主義運動にその例を見て取ることができ、後者の例は「公定ナショナリズム」としていくつかの「国家」において見出すことができる。
しばしばナショナリズムはパトリオティズム（愛国心、郷土愛）と混同されるが、社会共同体としての「郷土（パトリア）」への愛情であるパトリオティズムという言葉を、近代になって登場したナショナリズムと峻別する意見もある。しかし、「郷土」という言葉を「生まれ育った土地の自然風土」と捉える意味において、「郷土の自然風土」に限定して向けられる愛着は通常、パトリオティズムとは呼ばれない。現在ではネイションがパトリオティズムの対象となる場合が多いが、これはむしろゲルナー、アントニー・D・スミス、ベネディクト・アンダーソンらが指摘するように、ゲマインシャフト的共同体がゲゼルシャフトであるネイションへと再編成されていったのと軌を一にして、各地域ごとに無数に存在した帰属対象としてのパトリアを、ナショナリズムが文化的同化作用によって、ネイションへと帰属対象を集約していった結果として理解される。
こういったネイションの近代性は、国家主義の立場からしばしば忘れられたり無視されたりしがちであるが、ネイションとナショナリズムの近代性と作為性については、均質なネイションは近代における社会と産業の必要性から生まれたという点で、学問的にはほぼ決着を見ている。ゲルナーとスミスの近代性についての師弟対決は、ネイションが全くの無から発明されたのか、それとも前近代から何らかの遺産を相続しているのか、という点をめぐって行われたのであり、古代・中世においてネイションが存在したのかについての論争ではない。結局のところ、身分の差が歴然としており越境が困難な社会において、あらゆる社会階層を横断する共属感情を形成することは、不可能ではなくともきわめて困難であり、たとえそのような感情が一部で形成されたとしても、それを後世引かれる国境線の内側すべてを覆うほどの広がりを持たせる手段を近代以前の社会は欠いていた。
しかし、このことは必ずしもゲルナーやエリック・ホブズボームの言うように、ネイションとナショナリズムが近代に無から生み出されたことを意味するわけではない。スミスは、近代以前に存在した歴史や神話を核にしてネイションは生まれたのだとする。スミスは近代以前の身分を横断しなかったり、地理的広がりを持たず、ネイションのような政治単位となりえなかった共同体を「エトニ」と呼び、あるエトニが周辺のエトニを糾合し、自らを基準に同化していった結果成立したのが「ネイション」であるとした。このスミスの理解は、いかに小規模なゲマインシャフト的集団が広範で雑多なゲゼルシャフトに変じたかという点でアンダーソンと相互に補完しあっており、現在のナショナリズム論の基本的な考えとなっている。

## 左翼ナショナリズム
左翼の立場におけるナショナリズム。
代表的にマルクス・レーニン主義（特にスターリニズム）、中国の毛沢東思想、北朝鮮の主体思想などがある。

## ナショナリズムの多義性
「ネイション」という概念は、本来的には国家と結びつくものではなく、むしろローマ帝国期には「市民」と対立的に「よそ者」というニュアンスで用いられた。中世ヨーロッパにおいても、この語によって想起されるのは宗教会議などに集まる同郷集団であり、やはり国家との結びつきがあったわけではない。ネイションと国家が結びつけられるのは、ヨーロッパにおいて主権国家体制が確立する17世紀頃だと考えられる。17世紀のイギリス革命においては、「ネイション」の概念は聖職者やある特定の集団のみを指し示すのではなく、幅広い人民を包含するようになった。ただし、フランスの絶対王政のもとでは、主権者である国王に対する臣民としてネイションが理解されていた。この場合、ネイション（国民）と政府は結びついているが、あくまでも身分制社会の枠組みの中でのものであり、ネイションや政府を構成する一人一人が人権を有する対等な存在にはなっていない。1789年に勃発するフランス革命は、フランスにおける近代国家形成の契機となった。すなわち、身分制度が否定され、近代市民社会の諸権利が保障される中で、基本的人権という普遍的な権利を持つ一人ひとりが対等な形でネイション、そして政府を構成する時代へと突入した。その国家（国民とその政府）という共同体（ネイション ステイト）が、ある普遍的な理念に基づいて形成されるものなのか、それとも歴史・伝統に根ざした民族に基づくものなのか、それとも他の新たな観点から説明できるものなのか、これらが錯綜してナショナリズムの定義を難しくさせている。
「ナショナリズム」という語が多義化する理由は、前述の通り「ネイション」 (nation) という語を、各時代・地域においてさまざまに解釈したことが一因となっている。再述するがフランス革命以降のフランスでは「ネイション」とは近代市民社会の普遍的諸理念を共有する人民によって構成される共同体として解される。一方でナポレオンの侵攻によって「ナショナリズム」に覚醒するドイツでは、「ネイション」とは固有の言語や歴史を共有する民族の共同体として解された。さらに、ナショナリズムが高揚した19世紀においては、国家（ネイション ステイト）は自由意志を持つ市民が構成員であることを前提としていたが、20世紀前半に大衆社会へと突入すると、権威に盲従する大衆や権威に敵対する労働者も出現する中で、共産主義・ファシズムの勃興が彼らを妄信的に国家主義 (Statism) へと駆り立てさせもした。そして、それらの政府では、ナショナリズムを名目に国家の構成員である国民一人ひとりの権利を剥奪・抑圧することすらもなされ、同化の強制などを受容させられていった。こうした類の国家主義がナショナリズムを自称することによっても多義性をもたらしている。

## 起源
ナショナリズムの起源をめぐっては、大きく二つの見解が挙げられる。ひとつは、ナショナリズムは近代に生じた現象であり、その「起源」を近代以前にさかのぼって求めることはできないとする考え方（近代主義）である。もうひとつは、近代のナショナリズムを成立させるための「起源」が古代より継承されているとする考え方（原初主義）である。
ゲルナー、アンダーソンらは前者の代表的な学者として知られる。前者は前近代においては階級・職業・言語・地理的要因などにより「国民」は分断されており、包括的な共属感情は存在していなかったことを指摘している。それに対して後者はガイウス・ユリウス・カエサルに対し団結し抵抗したガリア人など、ナショナリズムに類似した現象が存在したと主張した。
両者の主張を統合し、新たな包括的な視座を提示したのがスミスである。スミスはエスニックな共同体である「エトニ」という概念を導入し、近代のネイションと近代以前でも存在したエトニを区別するとともにその連続性を説いた。この連続性にかんするスミスの主張は、一面において「ネイションは完全に近代の発明である」というゲルナー、アンダーソン、ホブズボームらの見解に反している。しかし同時にスミスは、過去に存在したエトニが現在まで間断なく存在し続けたとは限らず、またエトニとネイションの水平的な広がりも一致しないとして原初主義をも否定している。

## 歴史
15世紀すでに萌芽がみられた（教会大分裂#コンスタンツ公会議を参照）。

### 理念としてのナショナリズム
ナショナリズムは、18世紀後半のフランスから勃興していった。1789年に始まったフランス革命は、これまでの身分制社会の構造（旧体制・アンシャンレジーム）を解体するに至った。周辺諸国による対仏大同盟など革命が危機に陥る中で、革命の理念を継承したナポレオン・ボナパルトは、自由かつ平等な国民の結合による国家をうち立て、一時はヨーロッパ大陸を支配した。
ナポレオンによって組織された国民軍は、各地に遠征して凄惨な被害を与えていった。しかし、その一方で、身分制が残存するヨーロッパ各国に、フランス革命が生んだ普遍的理念としての自由・平等・博愛の精神を広めていくことにもなった。したがって、ナポレオンの失脚後、ロマン主義が各地域に広まり、民族自決権も意識されるようになった。ヨーロッパ各国の君主は革命の再発をおそれてウィーン体制を構築し、ナショナリズムの抑圧を図った。その点で、この時代のナショナリズムは、国家権力や旧社会秩序からの解放と主体性の回復であり、自由主義といった理念と結びつくものであった。
1848年革命によってウィーン体制が崩壊したことで、いわゆる「諸国民の春」が到来し、ヨーロッパに新たな状況が生み出された。フランスのナポレオン3世は、初代ナポレオンの威光に依存しつつもナショナリズムの擁護者として振る舞い、イギリスでは、漸進的に自由主義的改革が進められ、国民の諸権利が保障されていった。また、ラインラントやピエモンテに勃興した産業資本家は、統一市場の必要性からそれぞれドイツ・イタリアの軍事統一を支持することになり、1860年代から70年代にかけて、ナショナリズムに基づくイタリア・ドイツの武力統一を完了させた。これ以降は、積極的に政府が国民統合を深化させる（国民化）運動としてのナショナリズムへと移行していくことになる。

### ナショナリズムと国家
いわゆる帝国主義の時代において、列強間の競争が激化していくと、後発的に国家を形成させて富国強兵、殖産興業を図った国家では、自由主義的な運動とナショナリズムが結合するという経験を欠いたまま、国民統合が進められることになった。そのため、例えばドイツにおいては、国内のマイノリティ（カトリック・社会主義者）などを抑圧することでマジョリティをまとめあげるような反・自由主義的（＝権威主義的）な国民統合が進められるようになった。また、各国では公教育が導入され、識字率の向上や標準語の定着を通じて、政府が均質な国民を創出していくことに尽力した。加えて、当時の西欧・中欧では工業化の進展の中で、社会・労働問題も深刻化しており、高揚する国際的な社会主義運動（インターナショナルなど）に対抗していくためにも、各国政府は国内の社会・労働問題に積極的に対処し、社会政策の拡充などを通じて労働者を国家につなぎとめようとした。このため、国民と政府とのつながりは一層強固になっていった。こうして国民統合が深度を増していくと、各国の国民は自国の国威発揚に目を向けるようになり、アジアやアフリカでの植民地獲得や他国との軍拡競争、またスポーツや文化などの面においてもナショナリズムの高揚と帝国主義との強い相関が認められるようになった。
東欧世界では、ナショナリズムの伝播とともにオーストリア帝国・ロシア帝国・オスマン帝国などの支配下の民族がそれぞれ各民族による国民国家の概念を持つようになり、諸民族は自治権の強化や独立を求めるようになっていった。オーストリアでは1867年にアウスグライヒが行われてオーストリア＝ハンガリー帝国が成立したが、両国ともにいまだ多数の少数民族を抱え込んでおり、民族間の軋轢が絶えなかった。弱体化の進むオスマン帝国からは諸民族の独立が徐々に進んだが、多くの小国がナショナリズムに駆られて独立したことで、戦争が頻発したほか列強間の世界戦略にも翻弄される結果となった。こうしてバルカン半島に集約された対立は、第一次世界大戦を引き起こすことになった。第一次世界大戦は、国家同士の衝突であり、総力戦としての性格を有した。戦争維持のために各国においてナショナリズムが鼓舞され、国民（ネイション）と政府（ステイト）はより一体化していった。

### 帝国の解体とアジア・アフリカの動向

第一次世界大戦後の領土変更（1923年）

第一次世界大戦中に、社会主義革命が起こったことでロシア帝国が崩壊した。また、ドイツ帝国・オーストリア帝国・オスマン帝国などが敗戦国となった。そのため、パリ講和会議では民族自決の理念のもとに敗戦国における諸民族の独立が承認され、ナショナリズムを肯定することで帝国を解体させた。しかし、戦勝国のイギリス・フランスもまた広大な植民地帝国であったため、アジア・アフリカでの民族自決は否定された。
第一次世界大戦中、アジア・アフリカでも総力戦体制のもと、多くの人的・物的資源が動員されていた。こうしたことは、アジア・アフリカの民衆を徐々にナショナリズムに目覚めさせていくことになった。その矢先にパリ講和会議で民族自決が否定されたことは、アジア・アフリカの深い失望を招くものであった。こうして第一次世界大戦後には、それまでナショナリズムの希薄だったアフリカにおいても各種の政治団体が組織され、本格的にナショナリズムが勃興するようになった。このように植民地・半植民地とされた従属地域では、まずは民族の解放が最優先の課題とされたが、そうした中で世界社会主義革命をめざすソ連が、その戦略の一端としてアジア・アフリカの民族運動に理解を示す行動を取ったため、こうした地域ではナショナリズムと社会主義が結合する事態が生じた。そのため、中国やベトナムの共産党などのように、コミンテルンの主導で結成された社会主義政党がやがて民族運動の中心勢力となり、第二次世界大戦後には国家建設を担うということも起こった。
一方、ヨーロッパの新独立国においては、ナショナリズム間で深刻な衝突が起こっていた。新独立国は国民国家として構想され、どの国においても主要民族が人口の大半を占めていたものの、いずれの国家も国内に少なくない数の非主要民族を抱えており、国民統合を進めるため強硬な同化政策や排除を進める国家側と、それに抵抗する少数派とが激しく対立した。またこれらの少数派民族の中には、旧帝国時代には支配層だったドイツ人やマジャール人などが含まれており、彼らは国土の縮小した自民族の国家と連携して戦後秩序の改正を求めるようになった。さらにこの時期には各国のナショナリズムからはじき出されたユダヤ人の間で、以前からあったナショナリズムが大きく盛り上がりを見せるようになったが、彼らは主な居住地域であるヨーロッパ大陸内に国家を建設した経験を持たず、このため民族のルーツであるエルサレムおよびパレスチナ周辺に自民族国家の建設を目指す、いわゆるシオニズムが盛んとなった。
第一次世界大戦の戦後処理は総体としてうまくいったとは言えず、かなりの地域において不満がくすぶっている状態が続いていた。この不満の受け皿としてナショナリズムは盛んとなり、
やがてファシズムの台頭を招くこととなった。ファシズムとナショナリズムの間の関係には様々な説が存在するが、両者の間に密接な関係があったということは定説となっている。

### 植民地の独立
各植民地におけるナショナリズムは、それまで絶対的な存在だった宗主国が第二次世界大戦によって大きな損害を受け支配体制が揺らいだことを背景に、第二次世界大戦後急速に勢力を拡大していった。また第一次世界大戦と同様第二次世界大戦においても各植民地から多くの兵士が出征しており、戦地で見聞を広めた彼らが帰国したこともナショナリズムの拡大を助けた。また大戦中に設立された国際連合は、信託統治領の自治および独立を目指すよう施政権者に義務を課すなど、アジア・アフリカでの民族自決を基本的に支持するスタンスを取っていた。こうしたことから各植民地ではナショナリズムの高揚とそれに伴う独立運動の激化がみられるようになり、経済の変動により植民地の保持が経済的に利益をもたらさなくなってきたことも相まって、第二次世界大戦後、アジア・アフリカの植民地は次々と独立を果たしていった。
しかし新独立国においては、国家と国民との乖離が深刻なものとなっていた。特にアフリカにおいては、国境線はアフリカ分割時に各宗主国によって恣意的にひかれたものであり、民族分布とは多くの場合一致していなかった。各国政府は国民の形成を急いだが、そのため国内に存在する各民族のナショナリズムを「部族主義」（トライバリズム）と呼んで非難し抑圧することがしばしば行われた。一方で各国政府の指導者は自民族を重用し政府内を自民族で固めるといったことをしばしば行い、このため国民の形成はほとんどの国家において掛け声倒れに終わってしまい、逆に支配民族と被支配民族との激しい抗争が繰り返されるようになった。
また逆に、アジアやラテンアメリカの新独立国においては、権威主義的な政権がナショナリズムを鼓吹し、独裁的な政権運営の元で経済の成長を目指す、いわゆる開発独裁体制がしばしば表れた。

### 冷戦集結から2000年代
冷戦が終結すると、崩壊したソビエト連邦やユーゴスラビアから、旧連邦の政治的単位に沿った新しい国家が誕生した。この際、特にユーゴスラビアにおいては凄惨な内戦が勃発した（ユーゴスラビア紛争）。また、グローバリゼーションの進展により国境を越えた交流が非常に盛んとなったものの、それへの反発を取り込んでナショナリズムが再び盛り上がることにもなっている。これは、グローバリゼーションによって経済格差の増大や社会の急激な変化などによって社会の亀裂が深刻化し、それに不満を持った層が自国の文化や伝統にすがって他国を攻撃する、いわゆる排他的ナショナリズムの隆盛につながっている。

### 2010年代以降
2010年代、ドナルド・トランプ大統領当選やブレクジットなどナショナリズム回帰が鮮明になる。
2020年の新型コロナウイルスのパンデミック発生（コロナ禍）の際には、以前より燻っていた人種差別、国家間の利権争いが露骨に表面化した。

## 主な学説

### 19世紀

#### ルナン
エルネスト・ルナンは、講演『国民とはなにか(Qu'est-ce qu'une nation?) 』で、フィヒテに代表されるような民族・言語の共通性などに立脚する「ネイション」概念を否定した。彼によれば、「ネイション」とは民族・言語・宗教・地勢などによって定められるのではなく精神的な原理に立脚するものであり、彼の代表的な言葉を借りれば「日々の国民投票」によって形成されるものとされる。

### 20世紀後半

#### アンダーソン
ベネディクト・アンダーソンの主著『想像の共同体』は「新しい古典」とも言われ、ナショナリズム論に関する必読書の一つとなっている。書名にもなっている「想像の共同体」とはネイション自体を指す。ネイションは言語、文化、遺伝的近親性（人種）などを共通項として形成されるとされるが、ネイション内にも文化的差違は存在するし、全成員が血で結ばれているネイションはほとんど存在しないなど、いずれも決定的な要因ではない。むしろ実際に血がつながっているかということなどは問題ではなく、これらの要素を共有していると想像し、成員が「共同幻想」を共有することによってネイションは成立しているとされる。すなわちネイションとは「心に描かれた想像の政治的共同体である」。アンダーソンは前近代の小さく同質性の高い共同体が「想像の共同体」であるネイションに拡張された要因を出版資本主義の発展に求め、ネイションの公用語たる世俗語による新聞が「想像の共同体」形成に大きく寄与したとする。このようにネイションの形成過程の考察にかんして事実上の標準に近い位置にあるアンダーソンであるが、最近ではグローバリゼーションに対応したナショナリズムである「遠隔地（遠距離）ナショナリズム」という概念を提示している。

#### スミス
アントニー・D・スミスは前近代に見られたネイションに似た民族集団を「エトニ」と名づけ、近代の産物であるネイションとは区別した。ネイションはあるエトニが他の周辺エトニを包摂していくことによって成立したとされ、近代以前からの古いエトニの伝統を引き継ぎつつも、近代に成立した新しい存在であるとされる。またスミスはエトニを貴族的な水平エトニと平民的な垂直エトニに分け、両者の性質の違いから個々のエトニの動員力や連続性、拡張性を説明している。スミスは近代主義を批判しているが、必ずしもアンダーソンと主張が対立するわけではない。むしろ、中核エトニが周辺エトニを包摂していく過程にかんしてはアンダーソンの想像の共同体を援用すらしている。アンダーソンも前近代における共同体の存在は否定しておらず、血縁などによるなど狭い範囲の共同体が近代になり、より広い共同体の一部となったとしていることから、スミスとアンダーソンの主張は、近代主義とその批判というよりも、相互に補完しあうものとなっている。アンダーソンが「遠隔地ナショナリズム」と呼ぶ現象についても、スミスは「代償ナショナリズム」として言及している。

#### その他
アン・マクリントック氏は、ナショナリズムは作り出されたアイデンティティーの構築物であり、特にジェンダーに焦点を当てていると言う。彼女は、ジェンダーの違いが制度化されていることを論じ、国家が「国民が国民国家の資源にアクセスすることを制限・正当化する」能力を持つ文化表象であるため、そのことを国家と結びつけている。

## 類型
ナショナリズムは様々な類型を持つ。
民族主義（エスニック・ナショナリズム）はしばしばナショナリズムと同一視されるが、必ずしも同じものとは言えない。民族と国家（あるいは「あるべき国家像」）の範囲が重複した場合は類似したものとなる場合もあるが、一国家に一民族しか居住していないということはほぼありえず、国家の主流派民族の推進するナショナリズムと、自治権や独立を求める少数派民族の民族主義が衝突することは珍しくない。逆に、スイスのように自国を各民族の連合体として定義している場合、ナショナリズムは民族を超越したところに基準が置かれ、連邦を構成する各民族の民族主義とは対立することとなる。また、同一民族の国家が複数存在する場合、現在の国境を越えて同一の文化や言語を共有する広い地域の政治的統合を目指す汎民族主義も、汎アラブ主義など世界各地域に存在する。ある民族の居住する地域がいくつかの国家に分断されている場合、その統一を目指す民族統一主義も世界各所に存在し、大ソマリア主義のように戦争にまで至った例もある。
言語はナショナリズムの要素として重要なものである。19世紀中に国民国家化した諸国は自国の言語の体系化と整理を行い、標準語を定めてこれで教育や行政を行うことが多かった。これにより各国における主要言語の変種は方言とされ、また少数民族の言語はややもすると排斥された。こうした言語ナショナリズムは第二次世界大戦後の新独立国においても導入した国家が存在し、たとえばインドネシアはマレー語の方言を整備してインドネシア語を成立させ、これで教育や行政を行った。タンザニアにおいては初代大統領のジュリウス・ニエレレが海岸部の言語であった交易言語のスワヒリ語を整備して教育用語とし、国民意識の形成を行った。インドにおいてはヒンドゥスターニー語による言語統一を目指す勢力もいたものの、各地方の反発によって頓挫した。そのかわりにインドでは言語と州境の一致が目指されるようになり、旧来の州は言語を基準とした言語州へと再編された。
その他、以下のものをはじめとしてさまざまな類型が存在する。
- 左翼ナショナリズム
- 経済ナショナリズム
- 国民自由主義（ナショナル・リベラリズム）
- ナショナル・ロマンティシズム（民族的ロマン主義または国民的ロマン主義）
- 国民保守主義
- 民族統一主義
- 民族ボルシェヴィズム（ナショナル・ボルシェヴィズム）
- 資源ナショナリズム
- 汎民族主義（英語版）
- 宗教ナショナリズム（英語版） - アメリカなどにおけるキリスト教ナショナリズム（英語版）が典型例

ナショナリズムは国家と民族を重ね、公的生活と私的生活の両方にまたがるアイデンティティの中核に民族を置き、他民族など外部との差異を強調する。このような思想を表現する言葉としてドイツ語のVolkstum、日本の「国体」がある。
一面では排他的な自民族中心主義を刺激することがあり、極端な場合に超国家主義（ウルトラ・ナショナリズム）や自民族至上主義として発露しうる。